# Communauté de communes du Bassin de Pont-à-Mousson
La communauté de communes du Bassin de Pont-à-Mousson (CCBPAM) est une communauté de communes française, située dans le département de Meurthe-et-Moselle dans la région Grand Est.

## Historique
La communauté de communes résulte de la fusion, le 1er janvier 2014, par arrêté préfectoral du 22 avril 2013, de communautés de communes adjacentes : la Communauté de communes du Pays de Pont-à-Mousson, la Communauté de communes du Froidmont, la Communauté de communes du Grand Valmont et la Communauté de communes des Vals de Moselle et de l'Esch. Les 3 communes de Pagny-sur-Moselle, Vandières et Villers-sous-Prény, qui ne font partie d'aucun EPCI, rejoignent la CCBPAM. La commune de Martincourt quitte la Communauté de communes des Côtes en Haye pour la nouvelle intercommunalité,.

## Territoire communautaire

### Composition
La communauté de communes est composée des 31 communes suivantes :

| Nom                       | Code Insee | Gentilé       | Superficie (km2) | Population (dernière pop. légale) | Densité (hab./km2) |
| ------------------------- | ---------- | ------------- | ---------------- | --------------------------------- | ------------------ |
| Pont-à-Mousson (siège)    | 54431      | Mussipontains | 21,6             | 14 383 (2022)                     | 666                |
| Atton                     | 54027      | Attonais      | 15,38            | 899 (2022)                        | 58                 |
| Autreville-sur-Moselle    | 54031      | Autrevillois  | 4,49             | 264 (2022)                        | 59                 |
| Belleville                | 54060      | Bellevillois  | 10,22            | 1 503 (2022)                      | 147                |
| Bezaumont                 | 54072      | Bezaumontais  | 4,26             | 259 (2022)                        | 61                 |
| Blénod-lès-Pont-à-Mousson | 54079      | Bellédoniens  | 9,58             | 4 649 (2022)                      | 485                |
| Bouxières-sous-Froidmont  | 54091      | Bouxièrois    | 7,71             | 420 (2022)                        | 54                 |
| Champey-sur-Moselle       | 54114      | Champenais    | 2,42             | 316 (2022)                        | 131                |
| Dieulouard                | 54157      | Déicustodiens | 17,69            | 4 603 (2022)                      | 260                |
| Gézoncourt                | 54225      | Gézoncourtois | 5,34             | 183 (2022)                        | 34                 |
| Griscourt                 | 54239      | Griscourtois  | 3,74             | 138 (2022)                        | 37                 |
| Jezainville               | 54279      | Jezainvillois | 18,19            | 1 016 (2022)                      | 56                 |
| Landremont                | 54294      | Landremontais | 5,52             | 137 (2022)                        | 25                 |
| Lesménils                 | 54312      | Lesménilois   | 10,84            | 503 (2022)                        | 46                 |
| Loisy                     | 54320      | Loisytais     | 5,58             | 323 (2022)                        | 58                 |
| Maidières                 | 54332      | Maidiérois    | 1,81             | 1 495 (2022)                      | 826                |
| Martincourt               | 54355      | Les Loups     | 10,66            | 91 (2022)                         | 8,5                |
| Montauville               | 54375      | Montauvillois | 16,19            | 1 089 (2022)                      | 67                 |
| Morville-sur-Seille       | 54387      | Morvillois    | 5,34             | 167 (2022)                        | 31                 |
| Mousson                   | 54390      | Mussiniens    | 5,73             | 102 (2022)                        | 18                 |
| Norroy-lès-Pont-à-Mousson | 54403      | Nogarédiens   | 5,89             | 1 161 (2022)                      | 197                |
| Pagny-sur-Moselle         | 54415      | Pagnotins     | 11,2             | 3 953 (2022)                      | 353                |
| Port-sur-Seille           | 54433      |               | 6,37             | 230 (2022)                        | 36                 |
| Rogéville                 | 54460      | Rogévillois   | 6,94             | 152 (2022)                        | 22                 |
| Rosières-en-Haye          | 54463      |               | 10,74            | 248 (2022)                        | 23                 |
| Sainte-Geneviève          | 54474      | Génovéfains   | 7,14             | 189 (2022)                        | 26                 |
| Vandières                 | 54546      | Vandiérois    | 12,35            | 932 (2022)                        | 75                 |
| Ville-au-Val              | 54569      | Valois        | 5,79             | 183 (2022)                        | 32                 |
| Villers-en-Haye           | 54573      | Potas         | 7,29             | 159 (2022)                        | 22                 |
| Villers-sous-Prény        | 54579      |               | 6,17             | 330 (2022)                        | 53                 |
| Vittonville               | 54589      | Vittonvillois | 4,03             | 126 (2022)                        | 31                 |

### Démographie
| 1968   | 1975   | 1982   | 1990   | 1999   | 2009   | 2014   | 2020   |
| ------ | ------ | ------ | ------ | ------ | ------ | ------ | ------ |
| 35 856 | 37 685 | 38 890 | 39 699 | 39 715 | 39 925 | 40 569 | 40 343 |

## Administration

### Siège
Le siège de la communauté de communes est situé à Pont-à-Mousson.

### Les élus
Le conseil communautaire de la communauté de communes se compose de 64 conseillers, élus pour une durée de six ans.
Ils sont répartis comme suit :
| Nombre de conseillers | Communes                              |
| --------------------- | ------------------------------------- |
| 19                    | Pont-à-Mousson                        |
| 6                     | Blénod-lès-Pont-à-Mousson, Dieulouard |
| 5                     | Pagny-sur-Moselle                     |
| 2                     | Maidières                             |
| 1 (+1 suppléant)      | les 26 autres communes                |

### Présidence
| Période                      | Période  | Identité      | Étiquette | Qualité                                          |
| ---------------------------- | -------- | ------------- | --------- | ------------------------------------------------ |
| janvier 2014 (Réélu en 2020) | En cours | Henry Lemoine | UMP-LR    | Maire de Pont-à-Mousson (1995 → 2009 et 2010 → ) |

### Régime fiscal et budget
Le régime fiscal de la communauté de communes est la fiscalité professionnelle unique (FPU).

## Projets et réalisations
La communauté de communes est traversée sur 34km par la voie bleue. Inaugurée en 2019, il s'agit d'une véloroute reliant Bruges à Charolles. Celle-ci accueille aussi les piétons, les chevaux, les skateboards...
Depuis juillet 2021, des panneaux d'informations sont installés le long de la voie à destination des touristes.